# Vladimir Iourzinov
Temple de la renommée de l'IIHF : 2002
Temple de la renommée russe : 2014
Temple de la renommée finlandais : 2009
Vladimir Vladimirovitch Iourzinov — en russe Владимир Владимирович Юрзинов — (né le 20 février 1940 à Moscou en Union soviétique) est un joueur professionnel puis entraîneur russe de hockey sur glace. Il a été admis au Temple de la renommée de la Fédération internationale de hockey sur glace en 2002 en tant que bâtisseur. Il est également membre des temples de la renommée du hockey russe et finlandais.

## Biographie

### Carrière de joueur
Vladimir Iourzinov commence sa carrière en 1957 avec le HK Dinamo Moscou du championnat d'Union soviétique, un club avec lequel il évolue pendant 15 ans. En 1961, il intègre la sélection nationale soviétique à l'occasion du Championnat du monde. Bien que favoris, les joueurs au maillot frappé du CCCP se font surprendre par le Canada et la Tchécoslovaquie et doivent se contenter de la médaille de bronze. Un an plus tard, Iourzinov devient capitaine du Dinamo, une responsabilité qu'il garde jusqu'en 1968.
Lors du Championnat du monde 1963, il remporte la médaille d'or et termine meilleur pointeur à égalité avec quatre autres joueurs mais est devancé au classement par Harold Jones et Sven « Tumba » Johansson en raison du nombre de buts marqués. À son retour du tournoi, il est intronisé au Temple de la renommée du hockey soviétique. En championnat, cette même saison, il est nommé dans l'équipe d'étoiles. Sélectionné dans l'équipe nationale en vue des Jeux olympiques d'hiver de 1964, il souffre d'une crise d'appendicite la veille du départ pour Innsbruck et est remplacé par Viktor Iakouchev. En 1969, il remporte son second championnat du monde et fait ses dernières apparitions sous le maillot national. Il totalise alors 54 sélections et 23 buts.
En 1971-1972, il dispute sa dernière saison avec le Dinamo et remporte son premier titre en club avec la Coupe d'Union soviétique gagnée aux dépens du Khimik Voskressensk. Il compte alors 490 matchs et 242 buts dans l'élite soviétique. Iourzinov poursuit ensuite sa carrière en Finlande où il devient entraîneur-joueur du Koovee Tampere de la SM-sarja, l'élite nationale.

### Carrière d'entraîneur
En 1974, avant la Série du siècle jouée face une sélection de joueurs canadiens de l'Association mondiale de hockey, Iourzinov devient l'assistant de Boris Koulaguine auprès de l'équipe d'URSS. Il conserve cette position jusqu'en 1991, travaillant avec Viktor Tikhonov à partir de 1977. Durant cette période, la sélection remporte neuf championnats du monde, trois titres olympiques et une Coupe Canada.
En parallèle, Iourzinov devient entraîneur-chef du HK Dinamo Moscou de 1974 à 1980. En 1976, il mène son club à la victoire en Coupe d'URSS. Cette même année, il est de nouveau intronisé au Temple de la renommée du hockey soviétique mais cette fois-ci en tant qu'entraîneur. En 1980, il est nommé à la tête du Dinamo Riga. Sous sa direction et avec un effectif comprenant entre autres Artūrs Irbe, le club letton réalise sa meilleure performance dans le Championnat soviétique en atteignant la finale mais s'incline face au HK CSKA Moscou,. Un an plus tard, il retrouve le Dinamo Moscou et remporte avec lui les trois dernières éditions du championnats soviétiques,,.
En 1992, Iourzinov retourne en Finlande où il prend la direction du TPS Turku. Dès sa première saison, il mène son équipe au titre en SM-liiga et reçoit le trophée Kalevi-Numminen du meilleur entraîneur, une récompense qu'il gagne également les deux années qui suivent. La saison suivante, le TPS crée la surprise en s'adjugeant la Coupe d'Europe aux dépens du Dinamo Moscou. Avec Saku Koivu meilleur pointeur de la ligue, Iourzinov et le TPS remporte de nouveau la SM-liiga en 1995 puis la première édition de la Ligue européenne de hockey en 1997. Suivant le décès d'Igor Dmitriev, Iourzinov est nommé à la tête de l'équipe de Russie pour les Jeux olympiques d'hiver de 1998, les premiers avec des joueurs de la Ligue nationale de hockey. Vainqueurs de leurs cinq premières parties, les Russes retrouvent en finale la République tchèque de Dominik Hašek. Aucune des deux équipes n'arrive à marquer jusqu'au but de Petr Svoboda, le seul de la rencontre, qui offre la médaille d'or aux Tchèques. Iourzinov continue avec la sélection lors du Championnat du monde qui suit mais les Russes y sont éliminés au deuxième tour.
Avant le début de la saison 1998-1999, Iourzinov quitte le TPS pour la Suisse où il devient entraîneur-chef des Kloten Flyers de la Ligue nationale A. Il reste six ans avec le club zurichois avant d'être démis de ses fonctions après un début de saison 2004-2005 catastrophique. En 2002 la Fédération internationale de hockey sur glace l'honore en le faisant membre de son Temple de la renommée à titre de bâtisseur. Il retourne diriger en Russie en 2005 avec le Lokomotiv Iaroslavl de la Superliga. Pour le Match des étoiles 2006 du championnat russe, il est choisi avec Vladimir Krikounov pour être les entraîneurs de l'équipe de l'Ouest. À l'issue de la saison 2006-2007, il met fin à sa carrière d'entraîneur. Durant ces années, il continue son travail avec l'équipe de Russie en étant l'adjoint de Viatcheslav Fetissov lors des Jeux de 2002, de Tikhonov pour le Championnat du monde 2004, de Zinetoula Bilialetdinov pour la Coupe du monde 2004 et de Krikounov en 2005 et 2006,.
En 2009, il devient le premier président de la Molodiojnaïa Hokkeïnaïa Liga, la nouvelle ligue junior russe. Cette même année, il est intronisé au Temple de la renommée du hockey finlandais en tant qu'entraîneur. En 2011, il s'engage pour trois ans avec le club suisse Lausanne HC en qualité de consultant auprès de l'encadrement.
Au cours de sa vie, Iourzinov a reçu plusieurs distinctions de la part des gouvernements soviétique et russe : la Médaille de la Vaillance du travail en 1975, l'Ordre du Drapeau rouge du Travail en 1978, l'Ordre de l'Insigne d'honneur en 1981, l'Ordre de l'Honneur en 1998 et l'Ordre du Mérite pour la Patrie (4e classe) en 2011.

## Statistiques
Pour les significations des abréviations, voir Statistiques du hockey sur glace.

### En club
| Saison    | Équipe           | Ligue             |    | PJ | B  | A  | Pts | Pun |
| 1957-1958 | HK Dinamo Moscou | Klass A           | 26 | 4  |    |    |     |     |
| 1958-1959 | HK Dinamo Moscou | Klass A           | 27 | 11 |    |    |     |     |
| 1959-1960 | HK Dinamo Moscou | Klass A           | 36 | 18 |    |    |     |     |
| 1960-1961 | HK Dinamo Moscou | Klass A           | 27 | 17 | 4  | 21 | 8   |     |
| 1961-1962 | HK Dinamo Moscou | Klass A           | 31 | 27 | 4  | 31 | 24  |     |
| 1962-1963 | HK Dinamo Moscou | Klass A           | 27 | 16 | 7  | 23 | 6   |     |
| 1963-1964 | HK Dinamo Moscou | I gruppa          | 24 | 10 |    |    |     |     |
| 1964-1965 | HK Dinamo Moscou | I gruppa          | 32 | 10 | 6  | 16 | 4   |     |
| 1965-1966 | HK Dinamo Moscou | I gruppa          | 29 | 15 | 2  | 17 | 10  |     |
| 1966-1967 | HK Dinamo Moscou | I gruppa          | 39 | 25 | 5  | 30 | 26  |     |
| 1967-1968 | HK Dinamo Moscou | I gruppa          | 44 | 23 | 8  | 31 | 20  |     |
| 1968-1969 | HK Dinamo Moscou | Pervaya gruppa    | 40 | 25 |    |    |     |     |
| 1969-1970 | HK Dinamo Moscou | Pervaya podgruppa | 42 | 19 |    |    |     |     |
| 1970-1971 | HK Dinamo Moscou | Vysshaya Liga     | 39 | 16 | 7  | 23 | 8   |     |
| 1971-1972 | HK Dinamo Moscou | Vysshaya Liga     | 28 | 6  | 6  | 12 | 12  |     |
| 1972-1973 | Koovee Tampere   | SM-sarja          | 25 | 13 | 13 | 26 | 31  |     |
| 1973-1974 | Koovee Tampere   | SM-sarja          | 35 | 24 | 18 | 42 | 16  |     |

### En équipe nationale
| Année | Compétition          |   | PJ | B | A  | Pts | Pun                |  | Résultat |
| 1961  | Championnat du monde | 3 | 0  | 2 | 2  | 0   | Médaille de bronze |  |          |
| 1963  | Championnat du monde | 7 | 5  | 7 | 12 | 0   | Médaille d'or      |  |          |
| 1969  | Championnat du monde | 2 | 3  | 1 | 4  | 0   | Médaille d'or      |  |          |

## Trophées et honneurs personnels
- 1962-1963 :
  - champion du monde avec l'Union soviétique
  - équipe d'étoiles du Championnat d'Union soviétique
  - intronisé au Temple de la renommée du hockey russe en tant que joueur
- 1968-1969 : champion du monde avec l'Union soviétique
- 1971-1972 : vainqueur de la Coupe d'Union soviétique avec le HK Dinamo Moscou
- 1975-1976 :
  - vainqueur de la Coupe d'Union soviétique avec le HK Dinamo Moscou en tant qu'entraîneur
  - intronisé au Temple de la renommée du hockey russe en tant qu'entraîneur
- 1989-1990 : champion d'Union soviétique avec le HK Dinamo Moscou en tant qu'entraîneur
- 1990-1991 : champion d'Union soviétique avec le HK Dinamo Moscou en tant qu'entraîneur
- 1991-1992 : champion du Championnat de la CEI avec le HK Dinamo Moscou en tant qu'entraîneur
- 1992-1993 :
  - champion de Finlande avec le TPS Turku en tant qu'entraîneur
  - Trophée Kalevi-Numminen
- 1993-1994 :
  - vainqueur de la Coupe d'Europe avec le TPS Turku en tant qu'entraîneur
  - Trophée Kalevi-Numminen
- 1994-1995 :
  - champion de Finlande avec le TPS Turku en tant qu'entraîneur
  - Trophée Kalevi-Numminen
- 1996-1997 : vainqueur de la Ligue européenne de hockey avec le TPS Turku en tant qu'entraîneur
- 2002 : intronisé au Temple de la renommée de l'IIHF en tant que bâtisseur
- 2009 : intronisé au Temple de la renommée du hockey finlandais en tant qu'entraîneur